# Линк тренер
Линк тренер (енгл. Link Trainer) је симулатор лета, произвођен је у периоду у од раних тридесетих до раних педесетих година, прошлог века, у америчкој фабрици Линк авијеишон дивајсиз (енгл. Link Aviation Devices). Познат је и по називу Плава кутија или Тренер пилота. Конструисао га је Едвин Линк, ослањајући се на технологију који је развила његова породична фирма у Бингамтону у Њујорку. Линк тренер је интензивно почео да се користи 1934. у САД, међутим током Другог светског рата, симулатор је доживео највећу експанзију јер су готово све велике силе обучавале пилоте користећи „плаву кутију“.
Оригинални Линк тренер направљен је 1929. године, због потребе да се нови пилоти обучавају на безбедан и јефтинији начин. Линк, бивши произвођач инструмената и џубоксова искористио је своје претходно знање, како би направио симулатор лета који „одговара“ на команде пилота. Преко пола милиона пилота америчке војске, али и многих других држава света (Аустралија, Канада, Немачка, УК, СССР и др) обучавало се на овим симулаторима. Линк тренер проглашен је за добро од историјског значаја од стране Америчког друштва за инжењерство и механику. Компанија Линк још увек се бави производњом различитих врста симулатора летења.

## Историја и развој
Едвин Линк је још у детињству развио страст према авионима, али није био у могућности да приушти себи скупу обуку летења. Напустивши школи 1927. године почео је да конструише своје симулаторе. Након осамнестомесечног рада, први прототипови изгледали су више налик на играчку него на професионални систем који ће помоћи пилотима, са кратким дрвеним крилима и трупом монтираним на носачу. Мехове за музичке инструменте које је производила Фабрика Линк, којом је управљала његова породица у Бингамтону у држави Њујорк, покретале су електричне пумпе. Сличан принцип искоришћен је за линк тренере, тј. за управљање контролама и кретањем истог.
Линк је свој симулатор назвао по себи. Поштујући прописе у бојама авиона за обуку, где су крила жуте а труп плаве боје, убрзо добија надимак плава кутија (енгл. blue box).
Након серије катастрофа у Америчком ваздухопловству и скандала авионске поште, где је за 78 дана погинуло 12 пилота услед неискуства у лету, америчка војска се заинтересовала за Линков проналазак. Велики економски и људски губици навели су Ваздухопловство САД да уложи више напора у обуку на земљи. Едвин је демонстрирао свој проналазак војном ваздухопловству, након чега је војска затражила првих шест Линк тренера издвојивши 3.500 долара за сваки.
Поред подизања безбедности, обука на симулаторима је доносила вишеструке уштеде и бржу обуку у односу на тренинге у којима су се употребљавали прави авиони.
Врло брзо уследиле су нове поруџбине и мало породично предузеће прераста у значајну компанију. Други светски рат донео је потребу за великим бројем искусних пилота, од којих се поред обављеног задатка очекивало да успешно избегну напад непријатеља. Десетине хиљада линк тренера произведено је за потребе САД и њихових савезника. Преко пола милиона пилота прошло је кроз обуку на симулатору препознатљивог под именом Плава кутија и поред чињенице да је он у неким земљама фарбан у другим бојама.
Обавезна употреба у америчким пилотским школама, донела је нове стандарде у којима су данас симулатори летења неизбежни и саставни део сваке пилотске обуке.

## Постојећи примерци
Значајан број Линк тренера постоји и данас широм света. Неки од њих су још увек у функцији, док се остали најчешће у оквиру музејских поставки. Највећи део постојећих линк тренера налази се у САД и то у музејима у Тексасу, Алабами, Сијетлу, Сан Дијегу и др.

### Свет
У Аустралији постоје 22 линк тренера ANT-18. Већина је у музејима, али добар део припада кадетима аустралијских ваздухопловних снага. Канада има један линк тренер који је у потпуности функционалан и налази се у Онтарију. Остатак је део поставки у четири музеја. Занимљиво је да се један симулатор налази у Њуфаундленду и коришћен је у телевизијској серији Above and Beyond (2006).
У Уједињеном Краљевству постоји неколико примерака симулатора који су у употреби при обуци пилота ваздухопловних снага. Остали су музејски примерци у Даксфорду, Велсу, Кенту, Сасексу и др. Један линк тренер налази се у Музеју ваздухопловства у Прагу (Чешка Република), а три примерка су у Србији.

### Србија
Првих пет примерака који су стигли у Југославију набављени су 1939. године за потребе обуке пилота „Аеропута” и Транспортне ескадриле Ваздухопловства војске, а после Другог светског рата набављени су у два наврата - првих 10 комада 1945. а потом још 14 комада 1946. године и код нас су имали ознаку ANT-18.
Познато је да постоји најмање три сачувана примерка у београдском ваздухопловном музеју и један у Аероклубу у Ваљеву. У Аероклубу се налази примерак који је коришћен 80-их година прошлог века, док је у Музеју ваздухопловства изложен примерак добијен из аероклуба Фрањо Клуз.

## Модели
Неколико модела линк тренера продавано је у периоду од 1934. до касних 1950-их. Симулатори су пратили тренд у развоју технологије тог доба, али су задржали дизајн оригинала. Шема боја је била непромењена на почетку и састојала се из светло плавог трупа и жутих крила и репа.

### Пилот тренер
Пилот тренер био је први Линков модел, а настао је развојем од протоипа конструисаног 1929. године

### ANT-18
Други а уједно и најуспешнији модел био је ANT-18. Производио се у Канади, а косристиле су га бројне војске пре и током Другог светског рата. ANT-18 је захваљујући ротацији дуж све три осе био врло практичан. Уз то омогућена је симулација узлетања, отварања стајних делова, затим ротационо пропадање, као и вожња на слепо (захваљујући затамњеним стаклима).
ANT-18 састоји се из два основна дела: Први део је сам тренер направљен од дрвета облика пилотске кабине који је повезан зглобни делом за базу. Унутар кабине је седиште, примарне и секундарне контроле и инструменти. База се састоји из неколико компликованих поставки које симулирају кретање, затим од вакуумске пумпе и направе познате као „Телегонов осцилатор“ (задужена за контролу инструмената). Други део чине постоље за инструктора, велика мапа, инструмент табла и маркер познат под именом ‘’краба”. Краба служи за кретање по мапи како би указали пилоту на пут којим треба да „лети“. Инструктор и пилот комуницирају путем слушалица и микрофона.
ANT-18 има три сета мехова. Први чине четири меха која су смештена испод сваког дела кабине. Други део чине мехови задужени за скретање правца, а последњи трећи, намењен је симулирању турбуленција.